# Aïn Defla (provins)
Aïn Defla (arabiska: ولاية عين الدفلى) är en provins (wilaya) i norra Algeriet. Provinsen har 771 890 invånare (2008). Aïn Defla är huvudort.

## Administrativ indelning
Provinsen är indelad i 14 distrikt (daïras) och 36 kommuner (baladiyahs).